# Les Irrésistibles
 (avril 2012).
Si vous disposez d'ouvrages ou d'articles de référence ou si vous connaissez des sites web de qualité traitant du thème abordé ici, merci de compléter l'article en donnant les références utiles à sa vérifiabilité et en les liant à la section « Notes et références ».
Les Irrésistibles (The Irresistibles) étaient un groupe américain de la fin des années 1960 et du début 1970, dont les membres étaient des Américains qui vivaient à Paris. 
Le groupe était composé de :
- Jim McMains : chanteur, clavier et guitare rythmique
- Steve McMains (son frère jumeau) : basse
- Tom Arena : guitare solo
- Andy Cornelius : batterie

## Origines
Le groupe s'est formé en 1966 sous le nom The Sentries, lorsque les membres étaient étudiants à l'American School of Paris. Ils commencèrent à jouer parmi la communauté américaine de Paris en reprenant des grands succès contemporains. Les maisons de disques finirent par s’intéresser à eux. Ils signèrent avec CBS qui les commercialisa sous le nom Les Irrésistibles. 
Leur premier album dans lequel figure leur plus grand succès commercial My Year is a day écrit par William Sheller, sorti en 1968. La chanson fut un gros succès commercial au cours de l'été en France. La version originale française, chantée par Dalida, parut sous le nom Dans la ville endormie. Le Scopitone de My Year is a day a été tourné avec la marque Triumph Motor Company, constructeur automobile anglais des Triumph TR5 PI, sur l'autodrome de Linas-Montlhéry près de Paris.
Les notes sur la pochette du disque contenaient un résumé fictif sur les origines de la formation du groupe, selon lequel le groupe se serait formé à Los Angeles sous le nom The Beloved Ones, et que le nom Les Irrésistibles n'en serait que la traduction française.

## Discographie

### Singles
- 1968 : My Year Is a Day
- 1968 : Lands of Shadow
- 1969 : Dreams of Dolls
- 1969 : Why Try to Hide
- 1969 : Girl I Love You / Universe of Love
- 1970 : Peace of Love
- 1971 : Baby I Need You Back Again
- 1972 : Christmas Bells Will Ring (Petit Papa Noël)